# ابزارک

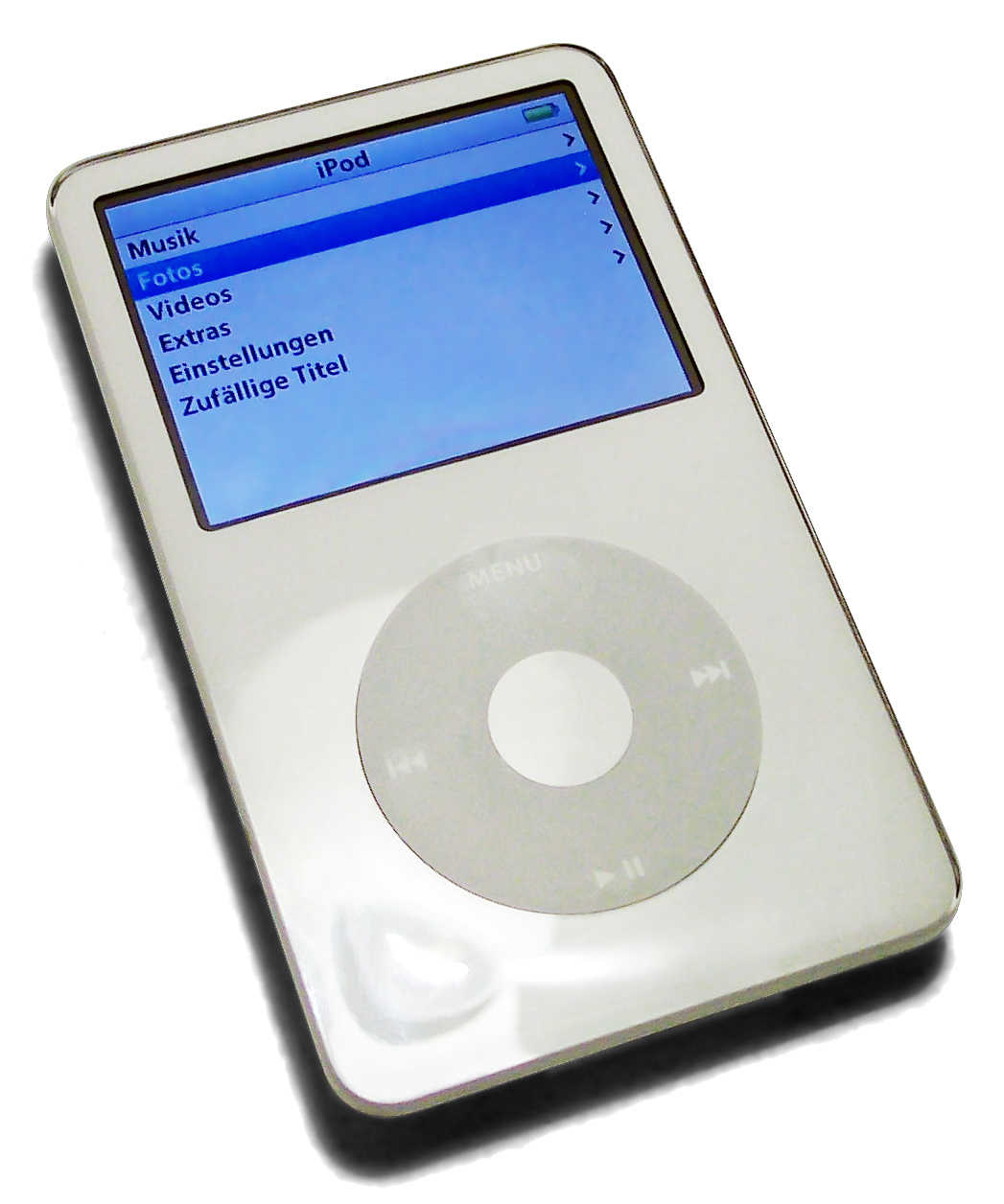
یک آی‌پاد، از ابزارک‌های محبوب.

اَبزارک یا گجت (به انگلیسی: Gadget) به وسایل و تجهیزات کوچک و تازه‌اختراعی گفته می‌شود که در آن‌ها فناوری نو به کار رفته باشد و برای انجام کارهای ویژه به‌درد بخورد.
ابزارک‌هایی (Gadgets) که بخش‌های متحرک داشته باشند، را گاهی دستگاهک (gizmo) می‌گویند.

## نمونه‌هایی از ابزارک‌ها
- تبلت
- تلفن‌های هوشمند
- دستگاه پخش ام‌پی۳
- قوطی‌بازکن
- مسواک الکتریکی
- مخلوط‌کن
- کف‌زن (The Clapper)
- چاقوی چندکاره
- موشواره بی‌سیم
- پیچ‌گوشتی صوتی
- چمن‌زن خودکار

## ابزارک‌های اینترنتی
ابزارهای کاربردی موجود در ستون کناری وبگاه‌های اینترنتی که در زبان انگلیسی widget (Gadget) نامیده می‌شوند، در فارسی اَبزارک معنی شده‌اند. ابزارک‌ها امکاناتی هستند که در کادرهای کوچک در صفحات سایت قرار می‌گیرند مانند نمایش آب‌وهوا، نمایش دیکشنری آنلاین، نمایش وضعیت مدیر سایت در یاهو مسنجر و …
برخوانی درست واژه Gadget به‌گونه Gaje است و d خوانده نمی‌شود و G هم J خوانده می‌شود.

## ابزارک‌های ویندوز

نوارکناری ویندوز ویستا، که نشان‌دهنده یک ساعت آنالوگ؛ نمایش‌گر کناری تصویر، و زمان کنونی ردموند، واشینگتن است.

ابزارک‌های رومیزی ویندوز (به انگلیسی: Windows Desktop Gadgets) یک مجموعه ویجت برای ابزارک‌های مایکروسافت با نام برنامه sidebar.exe است. این قابلیت در ویندوز ویستا معرفی شد و امکانات آن به نوار کناری محیط رومیزی ویندوز اضافه می‌شود. ابزارک‌ها که گجت نامیده می‌شوند، می‌توانند وظایف گوناگونی از قبیل نمایش ساعت و تاریخ و میزان مصرف سی‌پی‌یو را نمایش دهند.